# Josef Zotter
Josef Zotter (Feldbach, Styria, 21 de fevereiro de 1961) é um confeiteiro, inventor e empresários austríaco. 
Após a formação como Mestre Culinário em Söchau, Josef Zotter mudou-se para Arlberg e assumiu o posto de Chefe de Cozinha  no Hotel St. Antoner Hof. Após alguns anos, Zotter foi convidado para ocupar o mesmo cargo no Hilton Hotel na Caríntia, onde ele trabalhou junto do também Mestre Culinário Werner Matt. 
Em 1987, Josef Zotter encerrou suas atividades como Chefe de Gastronomia e abriu quatro cafeterias que levavam o seu nome, em Graz. Lá ele difundiu o conceito „feito à mão. Em 1996, o confeiteiro abriu falência, tendo como consequência as filiais de sua rede fechadas. 
Em 1999, Zotter abriu a Zotter Schokoladen Manufaktur, especializada basicamente em formas inventivas de abordar o chocolate. Suas criações exclusivas e originais logo foram abordadas pelos meios de comunicação, tais como rádio e televisão. O primeiro programa de largo alcance midiático foi o programa da TV Alemã dedicado à ciência Galileo (em alemão). 
Pelo seu engajamento e militância em relação ao comércio justo de matéria-prima, o criador de chocolates recebeu Prêmio Trigos (em alemão) de Responsabilidade social da Província da Styria, na Áustria. 

## Publicações
- Com Andreas H. Gratze (Hrsg.): Schoko l’art. Styria Printshop, Graz 2004, ISBN 3-901921-24-9
- Com Sabine Lintschinger: Schokolade. Die süßen Seiten des Lebens. Pichler, Viena/Graz/Klagenfurt 2006, ISBN 978-3-85431-404-2
- Alles Schokolade! Meine liebsten Rezepte für die süße Küche. Ueberreuter, Viena 2009, ISBN 978-3-8000-7440-2
- Com Wolfgang Wildner e Wolfgang Schober: Kopfstand mit frischen Fischen - Mein Weg aus der Krise Biographie. zotter Schokoladen Manufaktur GmbH, 2012, ISBN 978-3950346107

## Prêmios
- 2004: Trophée Gourmet na categoria Gourmandise em "Produtos especiais"
- 2005: Empresário do ano na categoria Manufatura
- 2006: Prêmio Trigos de Responsabilidade social da Província da Styria
- 2006: Eurochocolate Award em Perugia, Itália: O melhor produtor de chocolate estrangeiro.
- 2007: Primus 2007 pelo seu retorno às atividades.
- 2008: Prêmio Trigos da Província da Styria pelo projeto „Cacau da Nicarágua“ - Parcerias responsáveis para o mundo.
- 2008: Do Organic Marketing Forum em Varsóvia, Polônia, na Categoria O Melhor do Orgânico
- 2010: Prêmio Trigos da Província da Styria e WIN-Prêmio Especial Para o projeto „Cacau ao invés de Cocaína“